# Alfa (servicio ferroviario)
El Alfa fue un servicio ferroviario de la operadora Caminhos de Ferro Portugueses, entre Lisboa y Porto, en Portugal.

## Características
Este servicio, que utilizaba vagones Corail, unía las ciudades de Lisboa y Porto.

## Historia
Entró en servicio en la década de 1980, para sustituir las composiciones rápidas, que hacían el mismo recorrido.